# Saringan
Saringan is een bestuurslaag in het regentschap Sawah Lunto van de provincie West-Sumatra, Indonesië. Saringan telt 1734 inwoners (volkstelling 2010).